# ۲۵ ذی‌الحجه
۲۵ ذیحجه، بیست و پنجمین روز از ماه ذیحجه در تقویم هجری قمری است.
در تقویم هجری قمری قراردادی این روز سیصد و پنجاهمین روز سال است.

## مناسبت‌ها
- روز خانواده (نزول سورهٔ دهر)

## وقایع
- نزول سورهٔ دهر
- پذیرش خلافت توسط علی پس از قتل عثمان در مدینه (۳۵ ق)

## درگذشتگان
- درگذشت «ابن سراج» ادیب و شاعر بغدادی (۳۱۶ ق)
- درگذشت «سید ناصر حسین موسوی هندی» فقیه اصولی و محدث (۱۳۶۱ ق)
- درگذشت فقیه، محمد غروی کاشانی (۱۳۹۸ ق)